# Atkins Peak
Der Atkins Peak ist ein Berg im östlichen Teil des Yellowstone-Nationalparks im US-Bundesstaat Wyoming. Sein Gipfel hat eine Höhe von 3331 m. Er befindet sich wenige Kilometer nordwestlich des höchsten Berges im Park, dem Eagle Peak, und ist Teil der Absaroka Range in den Rocky Mountains.